# Сейлор Мун (аніме)
«Сейлор Мун» або «Сейлормун» (яп. 美少女戦士セーラームーン, Bishōjo Senshi Sērā Mūn, бішьоджьо сенші се:ра му:н;  досл. укр. «Красуня-воїтелька Сейлор Мун») — аніме у жанрі махо-сьодзьо від Toei Animation, засноване на одноменній манзі Такеуті Наоко. Серіал виходив на TV Asahi з 7 березня 1992 по 8 лютого 1997 в Японії. Пізніше права на дубляж і трасляцію були продані в інші країни, зокрема США, Канаду, Китай, Австралію, країни Європи та Південно-Східної Азії тощо. В Україні аніме транслювалось на Новому каналі та на К1.
Аніме розповідає про пригоди головної героїні, учениці середньої школи Усагі Цукіно, якій надано силу перетворюватися на красуню-воїтельку. Разом з іншими дівчатами вона захищає Землю від низки злих лиходіїв. Аніме також зображує дорослішання Усагі від емоційної дівчинки середньої школи до відповідальної молодої дорослої людини.